# 部隊訓練評価隊
部隊訓練評価隊（ぶたいくんれんひょうかたい、Training Evaluation Unit;TEU）は、陸上自衛隊北富士駐屯地（山梨県南都留郡忍野村）に駐屯する富士学校隷下の訓練支援部隊である。通称富士訓練センター（Fuji Training Center：FTC）。

## 概要
全国各地に所在する各普通科中隊を対象に、北富士演習場において交戦訓練教材（バトラー）を使用して中隊規模の諸職種混成部隊に対する模擬の実戦的訓練環境を提供する（いわゆる「演習対抗部隊」）。隊長は部隊の特性上普通科連隊長職を経た1等陸佐（二）が充てられ、統裁科が訓練全般を統裁し、評価支援隊（第1機械化大隊）が実際の対抗部隊を演じ、評価分析科が結果を客観的・計数的に評価する。設立当初は普通科教導連隊から1個中隊と戦車教導隊から1個小隊の支援を受けることで対抗部隊を編成していたが、これにより両隊内の隊務運営に支障をきたしていた事などの理由から、2002年（平成14年）に同隊直轄の「評価支援隊」を新編した。
評価支援隊の隊員は任務の特性上、通常の迷彩服に加え、専用の迷彩服（対抗部隊用迷彩服）が2009年（平成21年）度より支給されている。これは航空自衛隊の旧型の戦闘服と同様のパターンだが若干配色が異なっている。また、車両も陸上自衛隊標準の二色迷彩に黒を加えた三色迷彩が施される。
ドイツ連邦陸軍やアメリカ陸軍も同様の施設・部隊を有し、大隊規模の訓練環境は提供できたが、レーザーの特性上、銃砲など直接照準火器や地雷など固定された武器などの定量評価に留まっていた。富士トレーニングセンターでは訓練に参加する全部隊の隊員や車両・火器のモニタリング、定点センサーやカメラの設置、それらに連動し砲迫の着弾を演出するための発煙装置などを新たに利用して、中隊規模ながら砲迫など間接照準火器の定量評価が可能となった。
受閲部隊は訓練後にAAR（アフター・アクション・レビュー）を行い、反省点を踏まえのちの訓練に役立てる。また、中隊としての参加だけでなく、対抗部隊要員としての参加、評価分析官としての参加も受け入れており、訓練とは違った角度での練度向上も見込めるという。

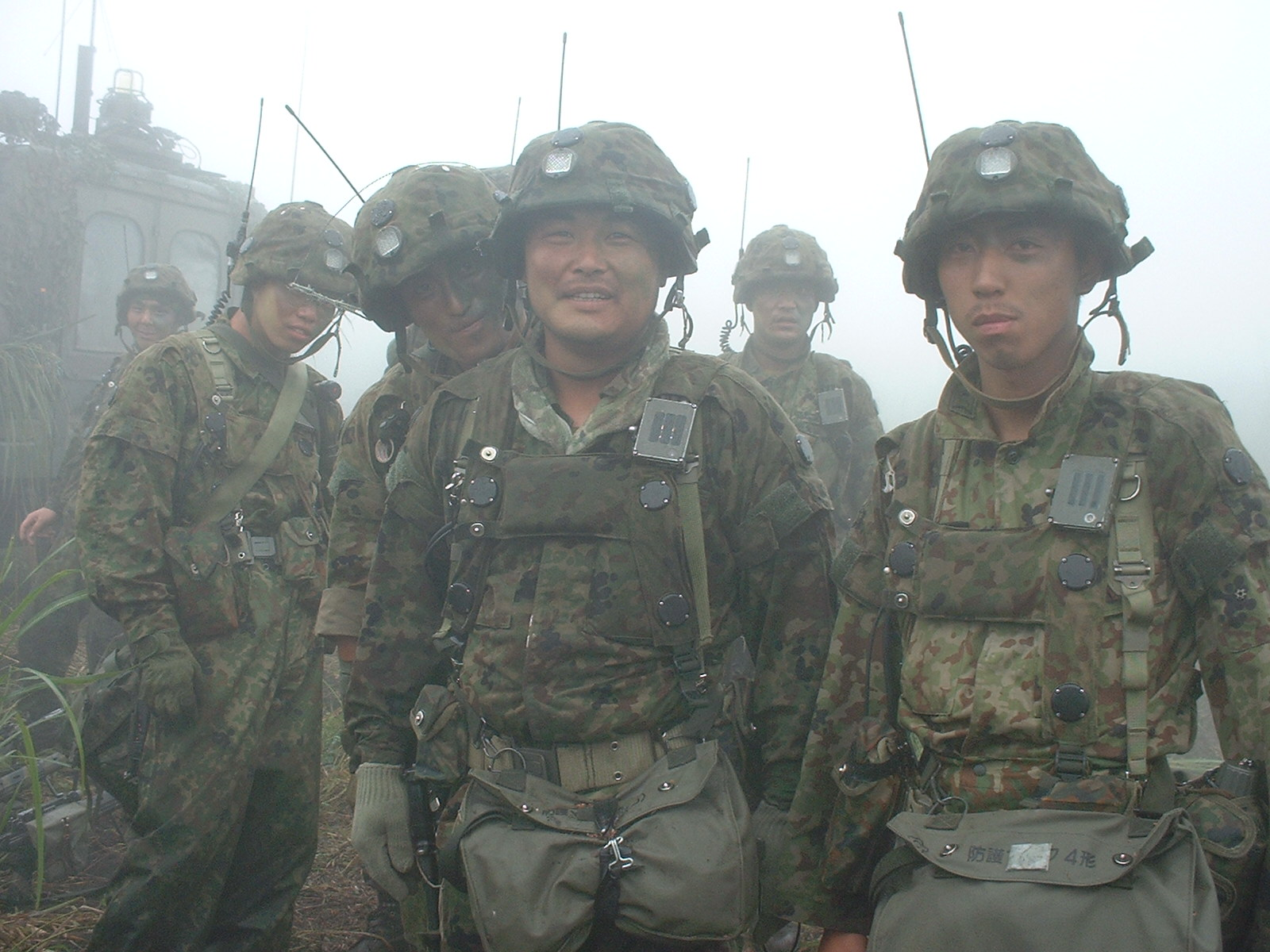
訓練機材として使用されるバトラーの例、胸元のモニター部に「シボウ」「ジュウショウ」「ケイショウ」の文字の他に受傷部等が表示される。人員の状況は統裁部にて氏名と部隊名が全て記録され、死亡宣告を受けた隊員は別途回収要員に回収される。

### 受閲部隊の訓練時の編成の一例
- 増強普通科中隊（戦闘群）

1. 中隊本部
2. 第1小銃小隊（原則として訓練を行う普通科中隊の小銃小隊を基幹部隊として集約し臨時に増員・フル化編成となっている）
3. 第2～4小銃小隊（原則として訓練を行う普通科中隊以外の各ナンバー中隊から要員が選抜され編成及び増員されている[注釈 1]）
4. 迫撃砲小隊（他中隊からの応援を受けて4個射撃分隊を編成）
5. 対戦車小隊（他中隊からの応援を受けて4個射撃分隊を編成）
6. 施設小隊（本管中施設作業小隊を基準とし他中隊からの支援及び必要に応じて師団等隷下の施設科部隊からの支援を受ける場合もある）
7. 重迫撃砲小隊（重迫中隊から要員を選抜し4個射撃分隊を編成、旅団は2個射撃分隊）
8. 対舟艇対戦車小隊（原則として連隊直轄の対戦車中隊を編成若しくは上級部隊に対戦車隊等が編成されている場合は当該部隊からの支援で構成）
9. 戦車小隊（師団隷下部隊からの支援）
10. 特科分隊（指揮観測要員のみの支援で実際の射撃状況はシステムによる実状況が行われる）

上記に関してはあくまでも部隊広報誌・マスコミ等にて公表されている内容であり、実際の訓練時には師団・連隊等の状況により変化が生じる。また小銃小隊に関しては訓練参加部隊のうち指定された中隊が基幹となり、1個小銃小隊を4個小銃班のフル編制に編成した上で残りの小銃小隊は他の中隊からの支援を受けて編成する。

### 「不敗神話」
対抗部隊であるゆえに配属される基幹部隊の隊員は最精強であり、（模擬）特科火砲支援下のもと、主力戦車たる90式戦車で増強された機械化歩兵部隊、北富士演習場を知り尽くしての戦闘という地の利を生かし、精強部隊とされる第1空挺団や旧西部方面普通科連隊でも勝てないと噂されるなど、創設以来約20年間無敗を守り「不敗神話」を継続していた。しかし、2019年（令和元年）に第39普通科連隊基幹の第39戦闘団が「総合的に評価した結果、撃破判定」を勝ち取り、部隊訓練評価隊も対抗部隊指揮官が「（我々の）事実上の敗北だ」と負けを認める「史上初の快挙」となった。

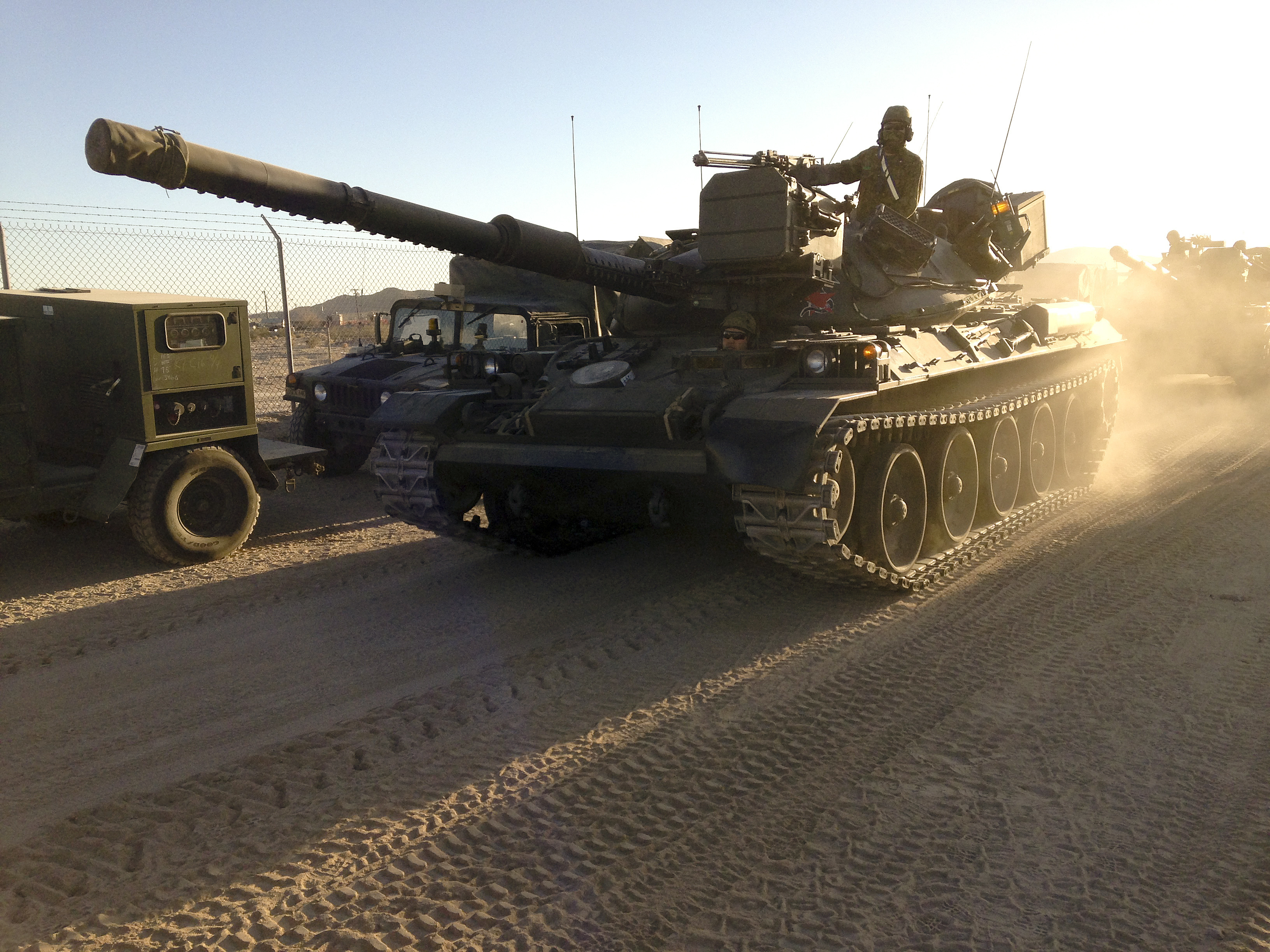
米陸軍戦闘訓練センター（NTC）における訓練での評価支援隊戦車中隊の74式戦車（2014年1月）

## 沿革
- 2000年（平成12年）3月28日：部隊訓練評価隊が北富士駐屯地において編成完結。駐屯地司令職務担任部隊に指定（当隊編成前は第1特科連隊第5大隊が同職務を担任）。
- 2002年（平成14年）3月27日：部隊新編。

1. 隷下に評価支援隊を滝ヶ原駐屯地に新編[注釈 3]。
2. 駒門駐屯地から移駐してきた第1特科隊に駐屯地司令職務を移管。

- 2019年（平成31年/令和元年）
  - 3月：評価支援隊の戦車中隊の装備を74式戦車から90式戦車に更新。
  - 11月4日 - 9日：第10次運営において、第39戦闘団が史上初となる「総合評価で、対抗部隊を撃破」の評価を勝ち取り、創設以来初の敗戦となる[2]。

## 部隊編成
- 部隊訓練評価隊本部
  - 統裁科
  - 評価分析科
  - 器材管理科
- 評価支援隊（滝ヶ原駐屯地）[注釈 4]
  - 評価支援隊本部「評支-本」
  - 施設小隊（訓練時は対抗部隊への施設作業支援を主任務としている）
  - 指揮観測班（野戦特科職種隊員による編成、火砲類の装備は無く、あくまでも対抗部隊に対しての砲撃に関係する指揮観測が主任務）
  - 第1普通科中隊「評支-1」
  - 第2普通科中隊「評支-2」
  - 戦車中隊「評支-戦」（保有する戦車は訓練実施部隊への管理替えも兼ねて配置されている、2019年（平成31年）3月に74式戦車から90式戦車へ装備転換を実施）

## 主要幹部
| 官職名           | 階級    | 氏名     | 補職発令日     | 前職                      |
| ---------------- | ------- | -------- | -------------- | ------------------------- |
| 部隊訓練評価隊長 | 1等陸佐 | 中嶋豊   | 2024年08月01日 | 第31普通科連隊長          |
| 副隊長           | 1等陸佐 | 石崎美生 | 2025年03月17日 | 第6師団司令部火力調整部長 |

| 代 | 氏名       | 在任期間                        | 出身校・期 | 前職                                 | 後職                                               |
| -- | ---------- | ------------------------------- | ---------- | ------------------------------------ | -------------------------------------------------- |
| 01 | 榎本眞己   | 2000年03月28日 - 2002年07月31日 | 防大14期   | 防衛大学校教授                       | 練馬駐屯地業務隊長                                 |
| 02 | 松尾辰蔵   | 2002年08月01日 - 2004年03月28日 | 防大18期   | 第35普通科連隊長                     | 西部方面指揮所訓練支援隊長                         |
| 03 | 野田一巳   | 2004年03月29日 - 2006年08月03日 | 防大20期   | 空挺普通科群長                       | 第1空挺団副団長                                    |
| 04 | 高木新二   | 2006年08月04日 - 2008年07月31日 | 防大24期   | 第21普通科連隊長                     | 自衛隊大分地方協力本部長                           |
| 05 | 河井繁樹   | 2008年08月01日 - 2009年12月06日 | 防大27期   | 第16普通科連隊長                     | 陸上自衛隊富士学校普通科部 教育課長                |
| 06 | 曽田健史   | 2009年12月07日 - 2011年07月31日 | 防大26期   | 第14旅団司令部幕僚長                 | 陸上自衛隊富士学校総務部長                         |
| 07 | 菅野茂     | 2011年08月01日 - 2013年03月31日 | 防大27期   | 第14旅団司令部幕僚長                 | 第15旅団副旅団長 兼 那覇駐屯地司令                 |
| 08 | 井上一     | 2013年04月01日 - 2015年03月29日 | 防大30期   | 自衛隊長野地方協力本部長             | 中央即応集団司令部幕僚副長                         |
| 09 | 菅野隆     | 2015年03月30日 - 2016年02月18日 | 防大33期   | 中央即応集団司令部幕僚副長           | 陸上自衛隊富士学校付 →2017年1月10日 研究本部研究員 |
| 10 | 山下博二   | 2016年03月23日 - 2017年07月31日 | 防大34期   | 第5施設団副団長                      | 第9師団司令部幕僚長                                |
| 11 | 永田真一   | 2017年08月01日 - 2019年08月22日 | 防大33期   | 第11旅団司令部幕僚長                 | 東北方面総監部総務部長                             |
| 12 | 近藤力也   | 2019年08月23日 - 2022年07月31日 | 防大34期   | 統合幕僚学校国際平和協力センター長   | 定年退官 →予備自衛官（予備1等陸佐）に採用          |
| 13 | 加々尾哲郎 | 2022年08月01日 - 2024年07月31日 | 防大37期   | 陸上自衛隊教育訓練研究本部主任研究官 | 第52普通科連隊長                                   |
| 14 | 中嶋豊     | 2024年08月01日 -                |            | 第31普通科連隊長                     |                                                    |

## 主要装備
- 90式戦車
- 96式装輪装甲車
- 軽装甲機動車
- 1/2tトラック / 73式小型トラック
- 1 1/2tトラック / 73式中型トラック
- 3 1/2tトラック / 73式大型トラック
- 89式5.56mm小銃
- 5.56mm機関銃MINIMI
- 9mm拳銃
- 84mm無反動砲
- 110mm個人携帯対戦車弾（LAM　パンツァーファウスト3）
- 87式対戦車誘導弾

### 過去の装備品
- 74式戦車
- 79式対舟艇対戦車誘導弾